# Селма (филм)
„Селма“ (на английски: Selma) е исторически драматичен филм от 2014 г., режисиран от Ава Дюверней и написан от Пол Уеб. Той се основава на маршовете за избирателни права от Селма до Монтгомъри от 1965 г., инициирани и режисирани от Джеймс Бевел и водени от Мартин Лутър Кинг, Хосеа Уилямс и Джон Луис. Във филма участват актьорите Дейвид Ойелоуо като Кинг, Том Уилкинсън като президент Линдън Джонсън, Тим Рот като Джордж Уолъс, Кармен Еджого като Корета Скот Кинг и Комън като Бевел.
Премиерата на „Селма“ е на фестивала на Американския филмов институт на 11 ноември 2014 г., започва ограничено издание в САЩ на 25 декември и се разширява до кината на 9 януари 2015 г., два месеца преди 50-ата годишнина от марша. Филмът е преизлъчен на 20 март 2015 г. в чест на 50-годишнината от историческия поход.
Филмът е номиниран за най-добър филм и печели приза за най-добра оригинална песен на 87-те награди Оскар. Освен това получава четири номинации за Златен глобус, включително за най-добър филм–драма, най-добър режисьор и най-добър актьор, и печели за най-добра оригинална песен.